# Klingenberg (Sachsen)
Klingenberg település Németországban, azon belül Szászország tartományban. Lakosainak száma 6827 fő (2023. december 31.). Klingenberg Freital, Dippoldiswalde, Dorfhain, Hartmannsdorf-Reichenau, Rabenau és Tharandt községekkel határos.

## Népesség
A település népességének változása:
| Lakosok száma | 6830 | 6826 | 6752 | 6840 | 6827 |
|               | 2017 | 2019 | 2021 | 2022 | 2023 |